# Bene Lario
Bene Lario là một đô thị ở tỉnh Como trong vùng Lombardia, có cự ly khoảng 60 km về phía bắc của Milano và khoảng 25 km về phía đông bắc của Como. Tại thời điểm ngày 31 tháng 12 năm 2004, đô thị này có dân số 319 người và diện tích là 5,7 km².
Bene Lario giáp các đô thị: Carlazzo, Grandola ed Uniti, Lenno, Porlezza.